# Sopot (Chorwacja)
Sopot – wieś w Chorwacji, w żupanii krapińsko-zagorskiej, w mieście Pregrada. W 2011 roku liczyła 330 mieszkańców.